# Karl Olivecrona
Karl Olivecrona (1897 – 1980) est un juriste et philosophe de droit suédois. Il exerça une grande influence sur le réalisme du droit scandinave. Son œuvre la plus connue est Law as Fact.

## Œuvres
- Law as Fact (1939) (deuxième édition 1971)
- England eller Tyskland (1940)
- The Problem of the Monetary Unit (1957)
- « Locke's Theory of Appropriation », dans Philosophical Quarterly (1974)
- « Appropriation in the State of Nature: Locke on the Origin of Property », dans Journal of the History of Ideas (1974)